# Doktorspiele (Film)
Doktorspiele ist eine deutsche Teenager-Komödie von Marco Petry aus dem Jahr 2014, die auf dem 2009 erschienenen Roman Doktorspiele von Jaromir Konecny basiert. In den Hauptrollen sind Merlin Rose, Lisa Vicari, Max von der Groeben, Ella-Maria Gollmer und Jannis Niewöhner zu sehen. In Nebenrollen agieren Oliver Korittke, Gerd Knebel und Christiane Paul.
Der Coming-of-Age-Film wird von 20th Century Fox vertrieben und kam in Deutschland am 28. August 2014 ins Kino. Die Dreharbeiten fanden vom 8. Juli bis zum 7. August 2013 im Großraum von Frankfurt am Main statt.

## Handlung
Die Sommerferien beginnen und Andi ist zu einer Feier von Katja eingeladen, die er insgeheim verehrt. Allerdings wird auch Bobby da sein, in den wiederum Katja verliebt ist. Und Andi weiß seit einer Begegnung unter der Dusche nach dem Fußballspiel, dass Bobby einen übergroßen Penis besitzt. Andi hingegen leidet noch unter einem Kindheitstrauma, seit seine Sandkastenfreundin Lilli ihn mit sieben Jahren beim Doktorspiel nackt sah und daraufhin vor zahlreichen Sommerpartygästen herum posaunte, wie winzig Andis Penis doch sei.
Trotzdem lässt sich Andi von seinem besten Freund Harry überreden, in Begleitung der gerade angereisten Lilli zu dritt die Party zu besuchen. Als kleines Geschenk überreicht er Katja eine selbstgebrannte CD mit Liedern, von denen er hofft, dass sie seinem Schwarm gefallen. Auf der Party singt Andi Katja ein Lied, das er mit E-Gitarre begleitet. Als Katja zu ihm kommt, übergibt er sich heftig auf ihr Kleid, denn er ist mittlerweile sturzbetrunken. Als Lilli ihn nach draußen bringt, landet er durch einen Unfall im Pool. 
Am nächsten Tag wacht er neben Lilli im Bett auf, die ihn ausgezogen hat, um seine verschmutzten Sachen zu waschen. Die Situation ist Andi sichtlich unangenehm. 
Im Freibad entschuldigt sich Andi bei Katja, die schließlich seine Entschuldigung annimmt und sich ab sofort öfter mit ihm treffen will, allerdings nur, um Bobby eifersüchtig zu machen. Lilli lernt währenddessen Bobby besser kennen und die beiden verabreden sich in Folge öfter miteinander. 
Als Andi eines Abends bei Katja ist und diese vermehrt sexuelle Anspielungen macht, kommt Harry dazwischen, der von Beas Vater mit dem Auto verfolgt wird, da Harry die beiden beim Sex mit einer Kamera für sich privat aufnehmen wollte; ihr Vater hatte die Szene allerdings falsch interpretiert. Am nächsten Tag bringt Harry alle seine Pornos und seinen Laptop mithilfe einer Schubkarre zum Elternhaus von Bea. Dort möchte er die Pornos und seinen Laptop verbrennen, um seine Abkehr davon zu zeigen. Die Schubkarre rutscht jedoch nach vorne und entzündet das Haus. 
Andis Mutter wird darüber per Telefon informiert und will Andi bestrafen, dessen Vater verteidigt ihn jedoch, woraufhin sich die Eltern miteinander streiten.
Katja und Andi treffen sich erneut. Als Katja mit ihm schlafen möchte, erkennt er unter anderem durch seine weggeworfene CD, die er zufällig in ihrem Papierkorb entdeckt, dass Katja es nicht ernst mit ihm meint, und geht nach Hause, bevor irgendwas zwischen den beiden passiert. 
Er erkennt, dass er eigentlich Gefühle für Lilli hat, und spielt und nimmt am PC einen Song für sie auf. 
Später beobachtet Andi, wie Lilli von Bobby nach Hause gebracht wird. Als Lilli zu ihm hochkommt, glaubt er nicht, dass zwischen den beiden nichts passiert ist, und verleiht seinem Missfallen über ihr Verhalten Ausdruck. 
Am darauffolgenden Tag, nach dem Fußballspiel, will Andi Bobby zur Rede stellen, der ihm jedoch erklärt, dass sich Lilli in ihn verliebt habe und er selbst schwul sei. Andi macht sich auf den Weg zum Bahnhof, um Lilli vor der Abfahrt abzufangen, und schickt ihr unterwegs das von ihm produzierte Lied. Als Lilli es erhält, steigt sie aus dem Zug aus und die beiden küssen sich. 
Als Andi und Lilli miteinander im Bett liegen, spielen sie erneut Doktor.

## Rezeption
kino.de sah Parallelen zu American Pie – Wie ein heißer Apfelkuchen (1999), aber auch zu George Lucas’ American Graffiti (1973) und American Diner (1982) von Barry Levinson, und bezeichnete den Film als „heftig-deftige Teen-Sex-Comedy“. Der Film sei „weder Drama noch Charakterstudie“ und verpacke seine „übersichtliche Handlung“ in „gefällige Kino-Bilder aus der Main-Metropole Frankfurt“. Die Neue Osnabrücker Zeitung urteilte: „Die Protagonisten sind zwar simpel gezeichnet, spielen aber gut. Zum Ende schafft die Verfilmung der gleichnamigen Romanvorlage von Jaromir Konecny sogar noch die Kurve von der Klamotte zu einer romantischen Komödie. Wer hätte das gedacht, angesichts all der Plattheiten und Klischees vorher.“